# Caminreal
Caminreal es un municipio y población de España, perteneciente a la Comarca del Jiloca, al noroeste de la provincia de Teruel, comunidad autónoma de Aragón, a 60 km de Teruel. Tiene un área de 44,4 km² con una población de 788 habitantes (INE 2008) y una densidad de 17,75 hab/km². El código postal es 44350. Dentro de este municipio se incluye la pedanía de Villalba de los Morales.
Linda por el norte con Fuentes Claras, al sur está Torrijo del Campo, al este limita con Bañón, y con Torralba de los Sisones al oeste. El término municipal también tiene una pequeña frontera con Blancas y un vértice con Rubielos de la Cérida.

## Toponimia
En su nombre se aprecia la antigua función geoestratégica que esta población cumplía en el itinerario del Jiloca. Mientras que unos piensan que toma dicho nombre por su emplazamiento junto al camino real de Zaragoza a Teruel en la época de enfrentamientos entre cristianos y musulmanes, otros opinan que es por estar en el cruce de los caminos que unen Madrid con Tarragona y Sagunto con Burgos. En tiempos había varias casas de postas, en la actualidad derruidas o abandonadas, donde se hacían los cambios de caballerías. Posteriormente, con la construcción del Ferrocarril Santander-Mediterráneo, tuvo la estación de ferrocarril más moderna de España, ya que fue la primera con cambio de vías automático. En 1901 se proyectó como destino de la línea del Ferrocarril del Tajuña, también conocido como ferrocarril de Aragón, cuyo origen sería Madrid, uniendo la capital con el Ferrocarril Central de Aragón, aunque diversos factores redujeron el proyecto a una línea que llegaba solamente hasta Alocén, pese a que ya estaban empezadas las obras en la zona de Cifuentes. En la actualidad, las carreteras nacionales N-211 y N-234 y la autovía A-23 aún recuerdan los orígenes del nombre de la localidad como cruce de caminos.

## Geografía

### Ubicación
Integrado en la comarca de Jiloca, se sitúa a 64 kilómetros de Teruel. El término municipal está atravesado por la autovía Mudéjar (A-23), así como por las carreteras nacionales N-211, que se dirige hacia Alcañiz, y por la N-234, que comunica con Calamocha y Monreal del Campo. 
| Noroeste: Torralba de los Sisones | Norte: Fuentes Claras  | Noreste: Fuentes Claras y Bañón |
| Oeste: Torralba de los Sisones    |                        | Este: Bañón                     |
| Suroeste: Blancas                 | Sur: Torrijo del Campo | Sureste: Rubielos de la Cérida  |

### Orografía
El término municipal lo compone un territorio que, aunque no extenso, muestra una disposición alargada en dirección este-oeste, siendo atravesado por la vega del Jiloca, y con montes diferentes en los extremos. La altitud oscila entre los 1135 metros al oeste y los 910 metros a orillas del río Jiloca. El pueblo se alza a 920 metros sobre el nivel del mar. 

### Hidrografía
El término se encuentra situado en la cuenca del río Jiloca, que lo atraviesa de sur a norte, el cual, a su vez, desemboca en el Jalón, por lo que su agua acaba fluyendo por el río Ebro.
Se puede hablar de un variado patrimonio fluvial, mencionando en primer lugar el río Jiloca por ser el de mayor importancia. También hay zonas húmedas, como los famosos "Ojos de Caminreal" donde nacen arroyos como el arroyo de la Rifa, con cuyas aguas se irrigan los campos de regadío. 
El término "Ojos" define unos manantiales de forma circular, donde aflora el agua proveniente de las cuevas y grutas que hay en el subsuelo, probablemente conectadas entre sí, de al menos tres metros de profundidad. El origen de estas aguas proviene, según unos estudios, de filtraciones en la zona de la laguna de Gallocanta, un gran poljé taponado por la acumulación de sedimentos procedentes de los barrancos cercanos, sobre todo la Rambla de los Pozuelos. El origen kárstico de estas formaciones explican la gran cantidad de cal que contiene el agua.

### Clima
No se registran grandes cantidades de precipitaciones, aunque en invierno se dan nevadas y en verano suele haber tormentas procedentes de nubes generadas por la evaporación de agua de la cercana laguna de Gallocanta.
En invierno se suelen dar fuertes heladas, registrándose en ocasiones temperaturas mínimas de -30 °C.
La climatología condiciona fuertemente los cultivos, que, por ejemplo, provoca que las hortalizas y los frutales sean de crecimiento tardío, pudiéndose a echar a perder tanto con las heladas tardías de abril y mayo como con las tempranas de septiembre u octubre.
Por otra parte, el viento del cierzo hace de la zona un lugar propicio para secar viandas, destacando los secaderos de jamones que dan la fama al jamón de Teruel.

## Naturaleza

### Flora
En los humedales de los ojos hay especies vegetales autóctonas, como las orquídeas azules, en constante peligro de desaparición debido a las quemas.

### Fauna
Aves
Véanse las referencias de observaciones encontradas en la zona.
- Abejaruco común
- Abubilla
- Agachadiza común
- Agateador común
- Aguililla calzada
- Aguilucho cenizo
- Aguilucho lagunero occidental
- Aguilucho pálido
- Alcaudón común
- Alcaudón norteño
- Alcaudón real
- Alcotán europeo
- Alimoche común
- Alondra común
- Ánade azulón
- Andarríos bastardo
- Andarríos chico
- Andarríos grande
- Archibebe común
- Autillo europeo
- Avefría europea

- Avetoro común
- Avión común
- Avutarda común
- Azor común
- Bisbita alpino
- Bisbita campestre
- Búho real
- Buitre leonado
- Buitrón
- Busardo ratonero
- Buscarla pintoja
- Buscarla unicolor
- Calandria común
- Carbonero común
- Carricero común
- Cerceta carretona
- Cernícalo vulgar
- Chochín común
- Chorlitejo grande
- Chorlito carambolo
- Chova piquirroja

- Cigüeñuela común
- Codorniz común
- Cogujada montesina
- Colirrojo real
- Colirrojo tizón
- Collalba gris
- Combatiente
- Corneja común
- Críalo europeo
- Cuervo
- Curruca capirotada
- Curruca mirlona
- Escribano palustre
- Esmerejón
- Estornino negro
- Gallineta común
- Ganga ortega
- Garceta grande
- Garcilla bueyera
- Garza real
- Gaviota reidora

- Golondrina común
- Gorrión chillón
- Gorrión común
- Gorrión molinero
- Grulla común
- Halcón peregrino
- Herrerillo común
- Jilguero
- Lavandera boyera
- Lechuza común
- Martín pescador
- Milano negro
- Milano real
- Mirlo común
- Mito
- Mochuelo común
- Mosquitero común
- Mosquitero musical
- Mosquitero papialbo
- Oropéndola
- Paloma bravía

- Paloma torcaz
- Paloma zurita
- Papamoscas cerrojillo
- Papamoscas gris
- Pardillo común
- Pardillo común
- Perdiz roja
- Pico picapinos
- Pinzón vulgar
- Pito real
- Polluela pintoja
- Rascón europeo
- Ruiseñor bastardo
- Ruiseñor común
- Ruiseñor pechiazul
- Tarabilla común
- Tórtola europea
- Tórtola turca
- Triguero
- Urraca
- Vencejo común

## Historia
Se cree que el origen del pueblo se debe a la destrucción en la Edad Media, de dos cercanos poblados, Las Cuevas y La Caridad. No hay ningún documento que confirme tal afirmación.
Será a partir del siglo VIII, cuando empezaría a surgir el pueblo en el lugar donde se encuentra, compuesto por algunas ventas del Camino Real, conociendo los primeros datos en el siglo XVI de los archivos parroquiales, aunque con información de poca ayuda. Pero se conoce que el pueblo comenzó en plena exactitud en el siglo XVIII cuando se construyeron los santuarios del pueblo (la iglesia de Nuestra Señora de la Asunción, la ermita de las Cuevas y la ermita de San Cristóbal)
En 1248, por privilegio de Jaime I, este lugar se desliga de la dependencia de Daroca, pasando a formar parte de Sesma del Río Jiloca en la Comunidad de Aldeas de Daroca, que dependían directamente del rey, perdurando este régimen administrativo hasta la muerte de Fernando VII en 1833, siendo disuelta ya en 1838, a partir de 1834 tuvo ayuntamiento propio.
Tiene como escudo de armas, que representa a la Caridad: una mujer sentada amamantando a un niño y rodeada por otros dos más.
En la actualidad se va recuperando su historia gracias a las excavaciones que se están realizando, hace más de dos décadas, en el término de la Caridad.

## Demografía
Caminreal cuenta con una población de 603 habitantes (INE 2024).
| Gráfica de evolución demográfica de Caminreal entre 1842 y 2021 |
| |
| Población de derecho según los censos de población del INE Población de hecho según los censos de población del INEEn este censo se denominaba Camin Real: 1842 Entre el censo de 1981 y el anterior, crece el término del municipio porque incorpora a 44255 (Villalba de los Morales) |

### Comunicaciones
- Carreteras

Desde Zaragoza o Teruel se llega a la localidad por la A 23, autovía Mudéjar que pasa cercana a la localidad de Caminreal, así como la N 234.
Desde Valencia se deben recorrer por carretera 203 kilómetros (A-23 o N-234), desde Madrid (N-211) hay 252 kilómetros y hasta Barcelona, 421.
- Transporte público

Tiene apeadero de trenes. Asimismo hay un servicio de autobuses de línea con la empresa Jiménez.
Servicios de autobuses
Existe una línea a cargo de Autobuses Jiménez que permite viajar desde y hasta Teruel y Zaragoza.
Servicios ferroviarios
En su  estación efectúan parada el Regional de la serie 596 de Renfe que une Zaragoza con Teruel y un MD del modelo S-599 de Renfe que une Zaragoza con Valencia.
La parada en todos los servicios de tren es facultativa en esta estación, por lo que ha de solicitarse al Interventor en Ruta con suficiente antelación.

## Economía
Es una localidad tradicionalmente dedicada a la agricultura y a la ganadería, aunque, al ser cruce de caminos, también ha estado volcada al viajero, existiendo en su día casas de postas.
Actualmente los habitantes suelen compaginar estas actividades, de resultados bastante irregulares, con otras de carácter más continuo, como la actividad industrial y sector servicios.
En Caminreal existe un polígono industrial, denominado el Gancho.

## Símbolos
La heráldica utilizada hace referencia a la Caridad como símbolo vinculado a orígenes legendarios, probablemente relacionado con la antigua población de las Cuevas, cuyos terrenos se denominan corrientemente de la Caridad, de modo que emplea un escudo de plata con una mujer sedente, de su color, que amamanta un niño recostado en su regazo; flanquean la figura central dos niños, de pie, de su color. Todo ello como representación de la caridad, se timbra con corona real cerrada.

## Administración y política
| Período   | Alcalde                                   | Partido         |  |
| --------- | ----------------------------------------- | --------------- |  |
| 1979-1983 | Vicente Latorre Romero                    | UCD             |  |
| 1983-1987 | Vicente Latorre                           | CDS-PAR         |  |
| 1987-1991 | Vicente Latorre                           | CDS-PAR         |  |
| 1991-1995 | Raúl Sancho                               | PAR             |  |
| 1995-1999 | Antonio Navarro                           | PAR             |  |
| 1999-2003 | Ricardo Montón Muñoz                      | PP de Aragón    |  |
| 2003-2007 | Ricardo Montón Muñoz                      | PP de Aragón    |  |
| 2007-2011 | Nuria Lázaro Sánchez/Clemente Salas Salas | PSOE-Aragón / - |  |
| 2011-2015 | Joaquín Romero Sánchez                    | PP de Aragón    |  |

Alcaldes de Aragón de las elecciones de 2011
Anteriormente a la democracia estuvo don Cesário Gorriz*
Moción de Censura en diciembre de 2008
| Partido político    | Partido político                                   | 2003   | 2007   | 2011   | 2015   |
| Partido político    | Partido político                                   | Ediles | Ediles | Ediles | Ediles |
|                     | Partido Popular de Aragón (PP)                     | 4      | 2      | 2      | 3      |
|                     | Partido de los Socialistas de Aragón (PSOE-Aragón) | 2      | 3      | 2      | 2      |
|                     | Partido Aragonés (PAR)                             | 1      | 2      | 1      | 2      |
|                     | Federación de Independientes de Aragón (FIA)       | —      | —      | 2      | —      |
|                     | Izquierda Unida (IU)                               | —      | —      | 0      | —      |
|                     | Chunta Aragonesista (CHA)                          | —      | 0      | —      | —      |
| Total de concejales | Total de concejales                                | 7      | 7      | 7      | 7      |

## Cultura

### Patrimonio
Entre su patrimonio cultural y arquitectónico, destaca la existencia de un yacimiento ibero-romano, llamado la Caridad. Es digna de mención la iglesia de Nuestra Señora de la Asunción, con un bellísimo altar barroco, y la ermita, dedicada a la Virgen de las Cuevas, cuya estampa algunos relacionan muy íntimamente con la de la Virgen de Covadonga, en Asturias. Además, se hallan dispersos por el término municipal cinco "pairones" o "peirones", en buen estado de conservación: los de San Blas y San Roque en el mismo núcleo urbano, y los de Santa Bárbara, San Pascual, San Alejandro y de las Ánimas en su término municipal.
En Caminreal también se pueden ver aún varias casas solariegas.

#### Iglesia de Nuestra Señora de la Asunción
Iglesia de Nuestra Señora de la Asunción

situada en la parte urbana del pueblo.
La iglesia de Caminreal se empieza a construir en 1724 por el maestro albañil Juan Garcelea y la termina en 1743 Sebastián Palacios. Es de estilo barroco. En el exterior a la izquierda hay una torre campanario que se halla dividida en tres partes. La última (la más tardía en su construcción) pertenece al campanario que es un recinto de forma cuadrangular rodeado de grandes ventanales. A la derecha hay una falsa torre cuya presencia no se advierte en el interior.
En el interior sobresalen el retablo mayor y el del Cristo, ambos obra de los hermanos Navarro, vecinos de la villa. El altar mayor, restaurado recientemente, data de principios del siglo XVIII, y tiene un hermoso retablo dedicado a la Asunción, que fue encargado a Pascual y Francisco Navarro en 1747 con la obligación de que estuviera realizado en un plazo de cuatro años. En este retablo de intenso barroquismo destaca la figura de María ascendiendo al cielo sobre una etérea nube. En 1752, cuando aún estaban trabajando en el retablo mayor, Francisco y Ramón Navarro firmaron la capitulación para tallar el retablo del Santo Cristo, que hoy se sitúa en una capilla en el lado de la epístola. Merecen destacarse también el retablo de la Virgen del Rosario, fechado en 1665, cuya imagen titular parece del siglo XVI. Existen además otros retablos, algunos pertenecientes a la ermita, que se han reconstruido y pertenecen al siglo XVI y siglo XVII.
Su portal está construido en madera de roble, recubierto de herrajes sujetos con grandes clavos rematados en unas flores de cuatro hojas. La puerta se halla enmarcada por dos columnas apoyadas en un pódium que se encuentra a un metro del suelo. El fuste de las columnas es estriado y los capitales sencillos.
Debido a su gran semejanza con el arte clásico se puede decir que esta portada es de estilo renacentista. El escudo sobre la puerta que viene representado por un corazón, unos puñales y unas flechas que lo atraviesan, y las torres terminadas en bolas son características de dicho estilo.
La base de la iglesia es de cruz latina. Tiene, como fue habitual en su época tres naves cubiertas con bóvedas de medio cañón con lunetos, una central y dos laterales separadas por columnas. En el crucero está una cúpula, sobre tambor octogonal, octogonal está decorada con mosaicos y dibujos. En la iglesia predomina la verticalidad sobre la horizontalidad y está iluminada por varias vidrieras de colores que forman dibujos geométricos.

#### Ermita de Nuestra Señora de las Cuevas
Situada en medio de la vega del Jiloca.
Su nombre se debe a la aparición y encuentro de la imagen en una cueva próxima al emplazamiento de la ermita. Aunque en su portada aparece la fecha de 1715, comenzó a construirse un año antes y se concluyó en 1722. Fue restaurada en 1957 con la ayuda de todos los vecinos de Caminreal.
Está construida con piedra de sílex y el arco de su entrada conserva todavía parte de su estructura inicial. Consta de una nave central, capillas laterales, y una cúpula, apoyada sobre el crucero, que se decora con pinturas populares sobre la vida de Cristo y las pechinas con los Santos Padres. De ella que sale una bóveda de medio cañón, con lunetos.
El retablo más antiguo que guarda se remonta al siglo XV y contiene tablas dedicadas entre otros a San Blas, San Miguel y San Jorge. Estilísticamente pertenece al gótico internacional. Por su parte, la imagen de la Virgen de las Cuevas data del siglo XVI, al igual que la mayoría de los retablos. Esta ermita conserva una interesante serie de exvotos pictóricos del XVIII y XIX. El altar mayor es de estilo rococó.
Como objetos de más valor hay que destacar una pintura que se encuentra en un lienzo perteneciente al siglo XVI y la imagen de un Cristo yacente que se encuentra dentro de una vitrina del retablo del altar mayor.

#### Ermita de San Cristóbal
La ermita de San Cristóbal,

situada en lo alto de un cerro, al oeste del pueblo, consistente en una construcción popular del siglo XVIII, con una nave de cantería y tejado a doble vertiente, y a la que se sube el primer sábado de mayo.

#### Estaciones de Ferrocarril
Estación antigua de 1902
El ferrocarril en Caminreal fue un elemento clave para su desarrollo y expansión. A principios del siglo XX, con la creación del Ferrocarril Santander-Mediterráneo, que iba a unir los puertos de Sagunto y Santander, se inauguró la estación de ferrocarril vieja, recientemente restaurada con la colaboración de la Asociación de Amas de Casa de Caminreal.
Estación nueva de 1933
Merece destacarse también la perfecta simbiosis de modernidad y tradición presente en la antigua estación de ferrocarril, realizada entre 1928 y 1932 por el arquitecto madrileño Luis Gutiérrez Soto, y cuya importancia radicaba en ser la primera estación del ramal "El Caminreal", que terminaba en Zaragoza. También estaba destinada a recibir un tráfico procedente de Madrid, en un proyecto de ampliación del Ferrocarril del Tajuña ya que contaba con el mismo origen financiero belga que el Ferrocarril Central de Aragón, por lo que resultaba de interés unir ambas líneas en Caminreal.
Terminada en 1933, consiste en un edificio de dos plantas con marcado sentido horizontal, conformando un conjunto de encantadoras formas, pero a su vez funcional y en armonía con el entono paisajístico donde se ubica. Tiene la silueta de una locomotora, y constituyó un punto clave, construyéndose en sus cercanías múltiples edificios para albergar a los viajeros que allí pasaban, lo que hizo de Caminreal el pueblo más importante hasta Calatayud, por delante de Monreal del Campo y, por supuesto, de Calamocha.
En la planta superior existían cinco viviendas, y en la inferior se encontraban dependencias tales como el despacho del jefe de estación, cantina, capilla, sala de espera, y se contaba con un servicio de paquetería. Disponía de una torre, que le daba el aspecto de la chimenea de una locomotora, y los arcos del porche donde se resguardaban los viajeros esperando a su convoy asemejaban las ruedas.
Actualmente se encuentra en un deplorable estado de abandono, hoy en día sigue siendo propiedad de RENFE, y se intenta conseguir el permiso necesario para frenar el deterioro que causa el vandalismo, y, a ser posible, darle un uso práctico, para hacer viable su conservación.
Estación Nueva
Con la creación de la nueva Lanzadera, que reducirá el trayecto entre Teruel y Zaragoza en aproximadamente cuatro minutos, y que ha supuesto, por incompatibilidades con Patrimonio Nacional, la modificación del trazado a su paso por el término, quedando como apeadero, modificando el nombre de la parada a  "Caminreal - Fuentes Claras" y en espera de que se construya un nuevo edificio donde los viajeros puedan esperar, resguardados del cierzo, a que llegue el tren.

#### Otros edificios y construcciones
- Varias casas Señoriales
- Molino de la Rifa[24]
- Molino bajo
- Norias[25]
- Lavaderos[26]
- Construcciones en Villalba de los Morales[27]

#### Yacimiento arqueológico de La Caridad
Yacimiento arqueológico de La Caridad

,
declarado bien de interés cultural.
Se encuentra situado en el término municipal de Caminreal. Ocupa una plataforma ligeramente elevada sobre el cauce del río Jiloca, con una extensión total de 12,5 Ha, superficie muy superior a lo habitual en los yacimientos de época ibérica de esta comarca, y que parece indicar, junto con otros elementos, el carácter semiurbano del asentamiento.
En el yacimiento existen viviendas de planta cuadrada, normalmente organizadas en torno a un patio central porticado, alrededor del cual se distribuyen estancias de características muy diferentes. Los pavimentos suelen ser de arcilla o tierra batida, con suelos que no necesitan una preparación especial, limitándose a reforzar el terrenos y a añadir a la tierra natural una porción de arcilla para darle una mayor consistencia.
Pero en el suelo de una de las viviendas se ha encontrado una inscripción ibérica sobre un mosaico romano realizado con teselas blancas de caliza (pavimento de opus signinum), con dimensiones en torno a un centímetro de lado. Presenta en su composición tres capas; primero se observa una preparación del lecho donde se va a construir el pavimento mediante la extensión de una capa de tierra arcillosa, sobre la que se colocó un lecho de cantos rodados aglutinados por medio de un mortero de cal. La capa superior está formada por pequeños cantos de caliza y fragmentos e cerámica de tipo ibérico, sobre la que se incrustaron las teselas que forman el esquema decorativo.
La conservación del pavimento es excelente y se ha conservado en el lugar de origen, tomando las medidas de protección necesarias para evitar su destrucción y paliar los efectos de los cambios climáticos y las bajísimas temperaturas que se registran en esta zona.
El mosaico es de forma rectangular. Está enmarcado por un filete de teselas blancas y presenta un campo dividido en tres superficies rectangulares yuxtapuestas en línea. La superficie central está subdividida en tres zonas o paneles, también rectangulares.
La inscripción se localiza en la entrada principal de la estancia, ocupando en espacio importante dentro del esquema compositivo del pavimento y perfectamente integrado en él.
Consta de 17 signos realizados con teselas blancas, distribuidos en tres vocablos separados por puntos. La transcripción no plantea problemas: en primer lugar hay un punto y a continuación las tres palabras
Li.ki.n.e.te. e.ki.ar. u.s.e.ke.r.te.ku.
El epígrafe se traduce como "Likine-te, de Usecerde (Osicerda), lo hizo", interpretando que Likine-te es el propietario de la obra en su conjunto y no sólo del pavimento. Debe ponerse en relación con un mosaico de letrero similar del yacimiento de Andelos (Mendigorría, Navarra).
El yacimiento es visitable a través del centro de interpretación de la Cultura Romana de Caminreal, situado en la antigua estación del ferrocarril, en donde mediante diferentes elementos (maquetas, audiovisuales, recreaciones...) se puede conocer la vida de los habitantes de este territorio hace 2000 años.

### Fiestas
Las fiestas patronales de la localidad son:
- San Blas (3 de febrero), que se celebra el primer fin de semana de dicho mes. Se levanta una hoguera junto al peirón, en el casco urbano, que dura todo el día, al igual que en las festividades de San Antón (18 de enero) y Santa Lucía.

- El "día del cerro", (3 de mayo), se bendicen desde la ermita de la Virgen de las Cuevas las cosechas, en la festividad de la Santa Cruz. Esta fiesta en la actualidad se ha trasladado al primer sábado de mayo, principalmente para que puedan disfrutar de ella los hijos del pueblo que no residen en él.

- Por San Juan se enrama a las mozas y para San Pedro se planta el “chopo de los quintos”, que se quitará el día de Santiago.

- El primer sábado de agosto se preparan, desde 2005, unas jornadas Celtibéricas, en las que se explican los descubrimientos realizados en las excavaciones, así como actuaciones representativas de la cultura celtíbera, finalizando con una boda ficticia en medio de un rito pagano hacia el dios Lug, celebrando así la Lugnasad.

- La Asunción de la Virgen (15 de agosto) y San Roque (16 de agosto). Se celebran actos religiosos tradicionales como el canto del rosario de la aurora, donde los rosarieros recorren las calles del pueblo parando hasta veinte veces para recitar veinte versos distintos hasta llegar a la puerta de la iglesia. También se ofrece al patrón el pan ritual, impregnado de efectos benéficos tras ser bendecido, acto que adquiere singular protagonismo, ya que los mayordomos colocan un gran rollo adornado en la peana de San Roque al salir en la procesión que luego será rifado para dedicar lo que se recaude al culto del patrón. Suelen incluir toro embolado y vaquillas, así como la tradicional charanga, verbena y cabezudos para los más jóvenes.

- El día 8 de septiembre se celebra el día de la Virgen de Septiembre, celebrando misa en la ermita de la Virgen de las Cuevas. Al terminar la misa se cantan los Gozos a la Virgen (loas en que se destaca su carácter protector), y se puja para llevar su imagen en la procesión. Se conoce la existencia de un dance en su honor, que dejó de representarse ya a principios de siglo. Estaba integrado por los personajes habituales: el diablo, el ángel, el mayoral, el rabadán y la soldadesca de moros y cristianos, además de los diálogos.

- El día 9 de septiembre se celebra el día de los difuntos, con una misa en la ermita de la Virgen de las Cuevas, en recuerdo a los fallecidos durante el año, ya que en ese día se nombran unos cofrades distintos, cuya gestión durará un año.

## Localidades hermanadas
- Yecla (Región de Murcia, España)
- Villeurbanne (Auvernia-Ródano-Alpes)